# Gardonne
Pour les articles homonymes, voir Gardonne (rivière).
Gardonne est une commune française située dans le département de la Dordogne, en région Nouvelle-Aquitaine.

## Géographie

### Généralités
Dans le quart sud-ouest du département de la Dordogne, en Bergeracois, la commune de Gardonne est incluse dans l'unité urbaine de Bergerac et dans son aire d'attraction. Elle est bordée au nord par la Dordogne et à l'est par son affluent la Gardonnette.
Le bourg de Gardonne, en bordure de la Dordogne, est implanté au croisement des routes départementales (RD) 4 et 936. Il se situe, en distances orthodromiques, neuf kilomètres à l'est de Sainte-Foy-la-Grande et douze kilomètres à l'ouest de Bergerac et dispose d'une halte ferroviaire sur la ligne Bordeaux - Sarlat.
La commune est également desservie à l'est par la RD 15 qui longe la Gardonnette.
Entre Saint-Pierre-d'Eyraud et Gageac-et-Rouillac, le territoire communal est traversé sur deux kilomètres et demi par une variante du sentier de grande randonnée GR 6, le GR 6D, qui passe dans le bourg.

### Communes limitrophes
Gardonne est limitrophe de six autres communes dont une dans le département de la Gironde.
|                                    | Saint-Pierre-d'Eyraud |                       |
| Saint-Avit-Saint-Nazaire (Gironde) | Gardonne              | Lamonzie-Saint-Martin |
| Razac-de-Saussignac                | Saussignac            | Gageac-et-Rouillac    |

### Géologie et relief

#### Géologie
Situé sur la plaque nord du Bassin aquitain et bordé à son extrémité nord-est par une frange du Massif central, le département de la Dordogne présente une grande diversité géologique. Les terrains sont disposés en profondeur en strates régulières, témoins d'une sédimentation sur cette ancienne plate-forme marine. Le département peut ainsi être découpé sur le plan géologique en quatre gradins différenciés selon leur âge géologique. Gardonne est située dans le quatrième gradin à partir du nord-est, un plateau formé de dépôts siliceux-gréseux et de calcaires lacustres de l'ère tertiaire.
Les couches affleurantes sur le territoire communal sont constituées de formations superficielles du Quaternaire datant du Cénozoïque. La formation la plus ancienne, notée Fxb2, fait partie des formations superficielles de type basses terrasses, constituées d'alluvions anciennes. La formation la plus récente, notée Fy3-z, fait partie des formations superficielles de type alluvions subactuelles à actuelles. Le descriptif de ces couches est détaillé dans  les feuilles « no 805 - Sainte-Foy-la-Grande » et « no 806 - Bergerac » de la carte géologique au 1/50 000 de la France métropolitaine, et leurs notices associées,.

Carte géologique de Gardonne.

#### Relief et paysages
Le département de la Dordogne se présente comme un vaste plateau incliné du nord-est (491 m, à la forêt de Vieillecour dans le Nontronnais, à Saint-Pierre-de-Frugie) au sud-ouest (2 m à Lamothe-Montravel). L'altitude du territoire communal varie quant à elle entre 10 m au nord-ouest, là où la Dordogne quitte la commune et sert de limite entre Saint-Pierre-d'Eyraud et Saint-Avit-Saint-Nazaire, et 35 m,.
Dans le cadre de la Convention européenne du paysage entrée en vigueur en France le 1er juillet 2006, renforcée par la loi du 8 août 2016 pour la reconquête de la biodiversité, de la nature et des paysages, un atlas des paysages de la Dordogne a été élaboré sous maîtrise d’ouvrage de l’État et publié en octobre 2020. Les paysages du département s'organisent en huit unités paysagères et 14 sous-unités. La commune est dans le Bergeracois, une région naturelle présentant un relief contrasté, avec les deux grandes vallées de la Dordogne et du Dropt séparées par un plateau plus ou moins vallonné, dont la pente générale s’incline doucement d’est en ouest. Ce territoire offre des paysages ouverts qui tranchent avec les paysages périgourdins. Il est composé de vignes, vergers et cultures,.
La superficie cadastrale de la commune publiée par l'Insee, qui sert de référence dans toutes les statistiques, est de 8,26 km2,,. La superficie géographique, issue de la BD Topo, composante du Référentiel à grande échelle produit par l'IGN, est quant à elle de 8,34 km2.

### Hydrographie

#### Réseau hydrographique
La commune est située dans le bassin de la Dordogne au sein du Bassin Adour-Garonne. Elle est drainée par la Dordogne, le Gardonnette, le Moiron, et par divers petits cours d'eau, qui constituent un réseau hydrographique de 20 km de longueur totale,.
La Dordogne, d'une longueur totale de 483,1 km, prend naissance sur les flancs du puy de Sancy (1 885 m), dans la chaîne des monts Dore, traverse six départements dont la Dordogne dans sa partie sud, et conflue avec la Garonne à Bayon-sur-Gironde, pour former l'estuaire de la Gironde,. Elle limite le territoire communal au nord sur deux kilomètres et demi, face à Saint-Pierre-d'Eyraud.
La Gardonnette, d'une longueur totale de 24,6 km, prend sa source dans la commune de Bouniagues et se jette dans la Dordogne en rive gauche en limite de Gardonne et de Lamonzie-Saint-Martin, face à Saint-Pierre-d'Eyraud,. Elle limite la commune à l'est sur cinq kilomètres et demi, face à Gageac-et-Rouillac et Lamonzie-Saint-Martin, et se jette dans la Dordogne à l'est-nord-est du bourg.
Le Moiron, d'une longueur totale de 14,1 km, prend sa source en Dordogne, dans la commune de Saussignac et se jette en rive droite du Seignal en Gironde, à Saint-Avit-Saint-Nazaire, face à Pineuilh,. Il arrose le sud et l'ouest du territoire communal sur cinq kilomètres dont près de quatre kilomètres, en deux tronçons, en limite de Gageac-et-Rouillac, Saussignac, Razac-de-Saussignac et Saint-Avit-Saint-Nazaire.

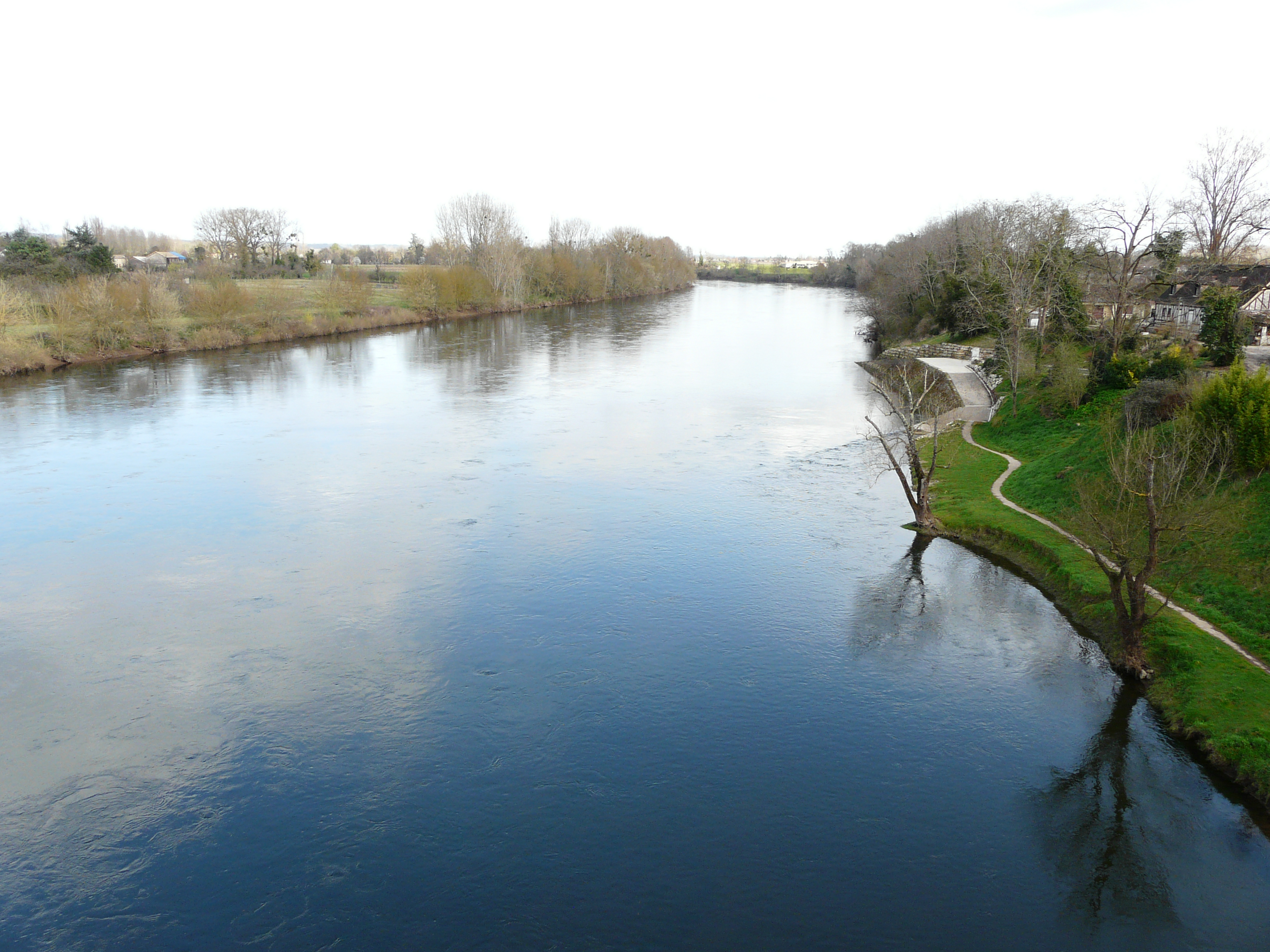
La Dordogne sert de limite entre Saint-Pierre-d'Eyraud à gauche et Gardonne à droite.
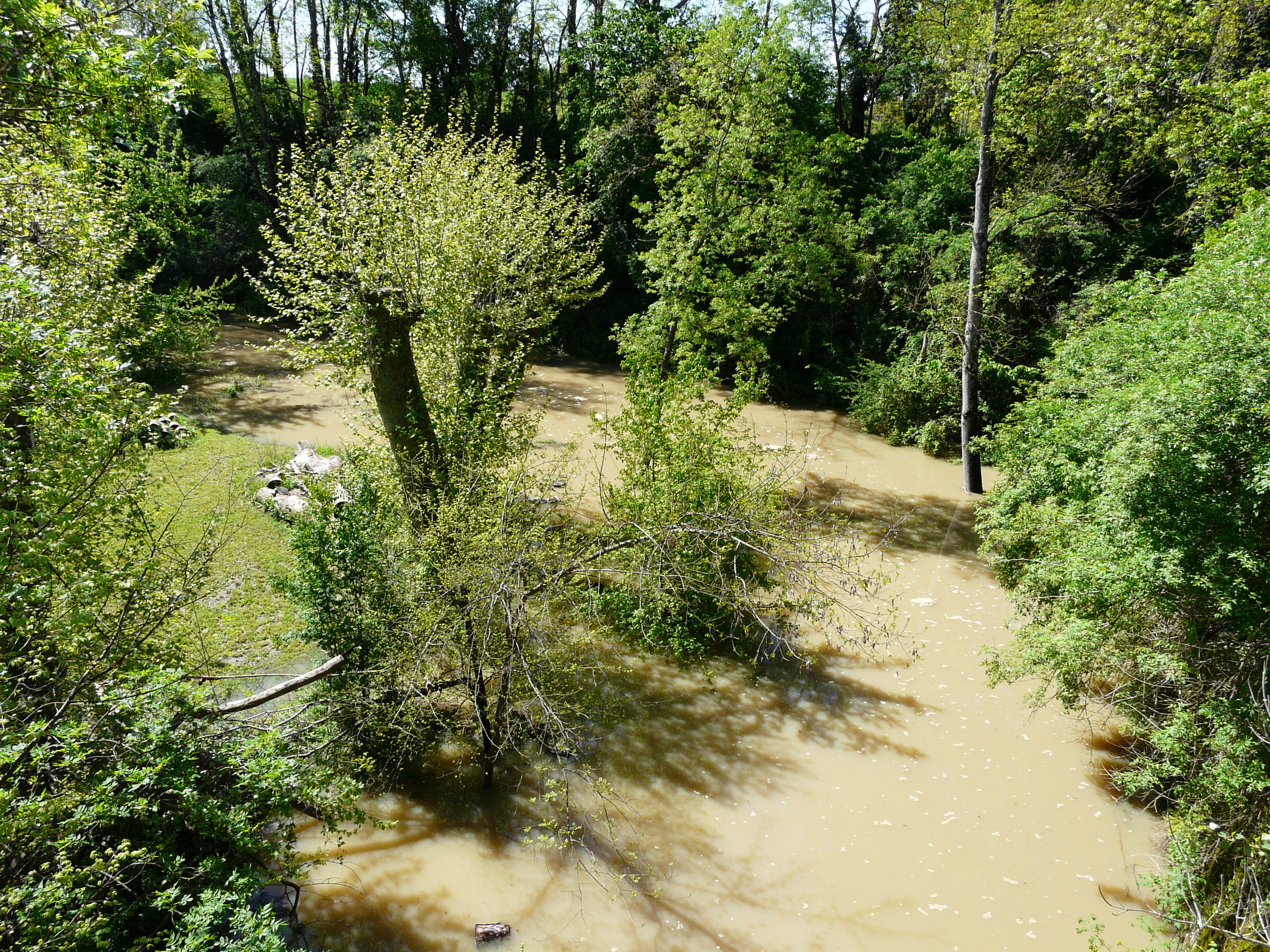
La Gardonnette en crue, au pont de la RD 936, en limite de Lamonzie-Saint-Martin et Gardonne.
Réseaux hydrographique et routier de Gardonne.

#### Gestion et qualité des eaux
Le territoire communal est couvert par le schéma d'aménagement et de gestion des eaux (SAGE) « Dordogne Atlantique ». Ce document de planification, dont le territoire correspond au sous‐bassin le plus aval du bassin versant de la Dordogne (aval de la confluence Dordogne - Vézère)., d'une superficie de 2 700 km2 est en cours d'élaboration. La structure porteuse de l'élaboration et de la mise en œuvre est l'établissement public territorial de bassin de la Dordogne (EPIDOR). Il définit sur son territoire les objectifs généraux d’utilisation, de mise en valeur et de protection quantitative et qualitative des ressources en eau superficielle et souterraine, en respect des objectifs de qualité définis dans le troisième SDAGE  du Bassin Adour-Garonne qui couvre la période 2022-2027, approuvé le 10 mars 2022.
La qualité des eaux de baignade et des cours d’eau peut être consultée sur un site dédié géré par les agences de l’eau et l’Agence française pour la biodiversité.

### Climat
Pour des articles plus généraux, voir Climat de la Nouvelle-Aquitaine et Climat de la Dordogne.
Historiquement, la commune est exposée à un climat océanique aquitain.  
En 2020, Météo-France publie une typologie des climats de la France métropolitaine dans laquelle la commune est exposée à un climat océanique et est dans la région climatique  Aquitaine, Gascogne, caractérisée par une pluviométrie abondante au printemps, modérée en automne, un faible ensoleillement au printemps, un été chaud (19,5 °C), des vents faibles, des brouillards fréquents en automne et en hiver et des orages fréquents en été (15 à 20 jours).
Pour la période 1971-2000, la température annuelle moyenne est de 13,3 °C, avec  une amplitude thermique annuelle de 15,2 °C. Le cumul annuel moyen de précipitations est de 776 mm, avec 10,2 jours de précipitations en janvier et 6,3 jours en juillet. Pour la période 1991-2020, la température moyenne annuelle observée sur la station météorologique la plus proche, située sur la commune de Port-Sainte-Foy-et-Ponchapt à 10 km à vol d'oiseau, est de 13,8 °C et le cumul annuel moyen de précipitations est de 809,4 mm,. Pour l'avenir, les paramètres climatiques de la commune estimés pour 2050 selon différents scénarios d’émission de gaz à effet de serre sont consultables sur un site dédié publié par Météo-France en novembre 2022.

### Milieux naturels et biodiversité

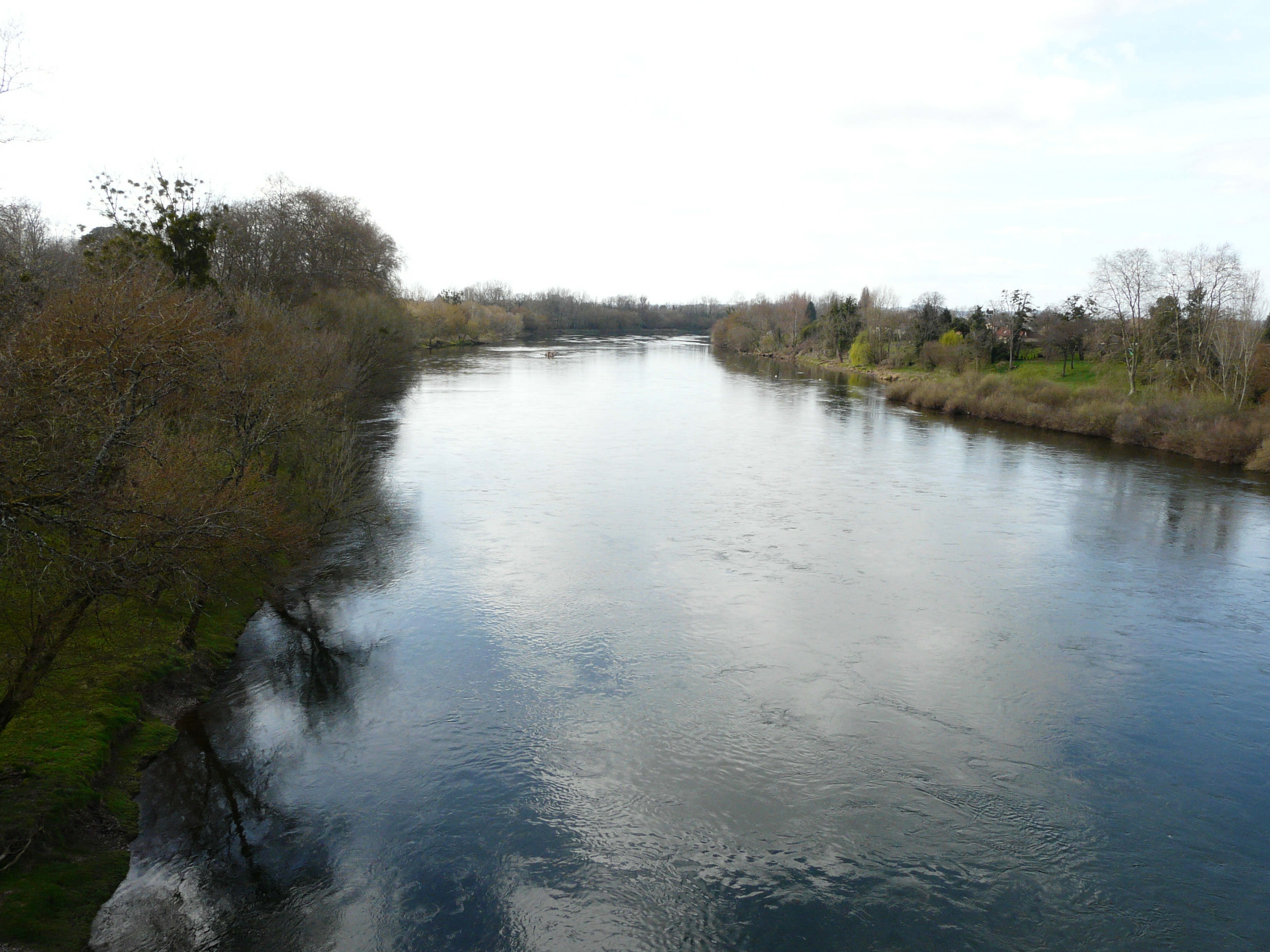
La Dordogne entre Gardonne à gauche et Saint-Pierre-d'Eyraud à droite.

#### Natura 2000
La Dordogne est un site du réseau Natura 2000 limité aux départements de la Dordogne et de la Gironde, et qui concerne les 104 communes riveraines de la Dordogne, dont Gardonne,. Seize espèces animales et une espèce végétale inscrites à l'annexe II de la directive 92/43/CEE de l'Union européenne y ont été répertoriées.

#### ZNIEFF
Gardonne fait partie des 102 communes concernées par la zone naturelle d'intérêt écologique, faunistique et floristique (ZNIEFF) de type II « La Dordogne »,, dans laquelle ont été répertoriées huit espèces animales déterminantes et cinquante-sept espèces végétales déterminantes, ainsi que quarante-trois autres espèces animales et trente-neuf autres espèces végétales.

## Urbanisme

### Typologie
Au 1er janvier 2024, Gardonne est catégorisée commune rurale à habitat dispersé, selon la nouvelle grille communale de densité à 7 niveaux définie par l'Insee en 2022.
Elle appartient à l'unité urbaine de Bergerac, une agglomération inter-départementale dont elle est une commune de la banlieue,. Par ailleurs la commune fait partie de l'aire d'attraction de Bergerac, dont elle est une commune de la couronne,. Cette aire, qui regroupe 73 communes, est catégorisée dans les aires de 50 000 à moins de 200 000 habitants,.

### Occupation des sols
L'occupation des sols de la commune, telle qu'elle ressort de la base de données européenne d’occupation biophysique des sols Corine Land Cover (CLC), est marquée par l'importance des territoires agricoles (83,2 % en 2018), en diminution par rapport à 1990 (84,4 %). La répartition détaillée en 2018 est la suivante : 
zones agricoles hétérogènes (34,8 %), terres arables (25,4 %), cultures permanentes (15,7 %), zones urbanisées (14,2 %), prairies (7,3 %), eaux continentales (2,6 %). L'évolution de l’occupation des sols de la commune et de ses infrastructures peut être observée sur les différentes représentations cartographiques du territoire : la carte de Cassini (XVIIIe siècle), la carte d'état-major (1820-1866) et les cartes ou photos aériennes de l'IGN pour la période actuelle (1950 à aujourd'hui).

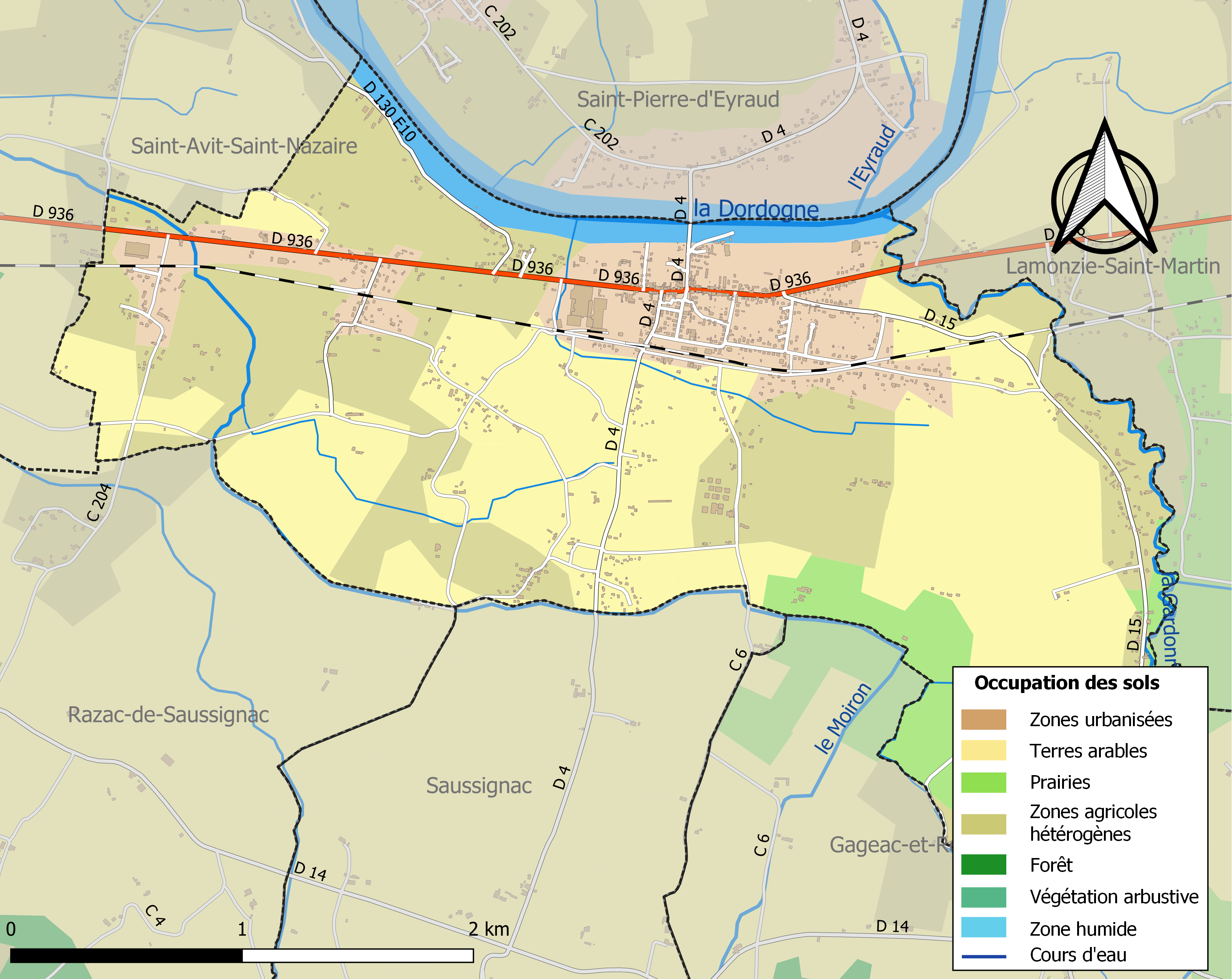
Carte des infrastructures et de l'occupation des sols de la commune en 2018 (CLC).

### Prévention des risques
Le territoire de la commune de Gardonne est vulnérable à différents aléas naturels : météorologiques (tempête, orage, neige, grand froid, canicule ou sécheresse), inondations, feux de forêts, mouvements de terrains et séisme (sismicité très faible). Il est également exposé à deux risques technologiques, et  le risque industriel et la rupture d'un barrage. Un site publié par le BRGM permet d'évaluer simplement et rapidement les risques d'un bien localisé soit par son adresse soit par le numéro de sa parcelle.

#### Risques naturels
La commune fait partie du territoire à risques importants d'inondation (TRI) de Bergerac, regroupant les 22 communes (15 en Dordogne et 7 en Gironde) concernées par un risque de débordement de la Dordogne, un des 18 TRI qui ont été arrêtés fin 2012 sur le bassin Adour-Garonne. Les événements significatifs antérieurs à 2014 sont la crue de 1843 (4 100 m3/s à Bergerac, la crue de référence historique de période de retour au moins centennale), les crues de 1912, 1944 et 1952 (période de retour de 50 ans) et les crues de 1982 et 1994 (période de retour de 20 ans). Des cartes des surfaces inondables ont été établies pour trois scénarios : fréquent (crue de temps de retour de 10 ans à 30 ans), moyen (temps de retour de 100 ans à 300 ans) et extrême (temps de retour de l'ordre de 1 000 ans, qui met en défaut tout système de protection). La commune a été reconnue en état de catastrophe naturelle au titre des dommages causés par les inondations et coulées de boue survenues en 1982, 1993, 1999 et 2018,. Le risque inondation est pris en compte dans l'aménagement du territoire de la commune par le biais du plan de prévention des risques inondation (PPRI) de la « vallée de la Dordogne », couvrant 9 communes et approuvé le 19 décembre 2002, pour les crues de la Dordogne,.
Gardonne est exposée au risque de feu de forêt. L’arrêté préfectoral du 14 mars 2013 fixe les conditions de pratique des incinérations et de brûlage dans un objectif de réduire le risque de départs d’incendie. À ce titre, des périodes sont déterminées : interdiction totale du 15 février au 15 mai et du 15 juin au 15 octobre, utilisation réglementée du 16 mai au 14 juin et du 16 octobre au 14 février. En septembre 2020, un plan inter-départemental de protection des forêts contre les incendies (PidPFCI) a été adopté pour la période 2019-2029,.

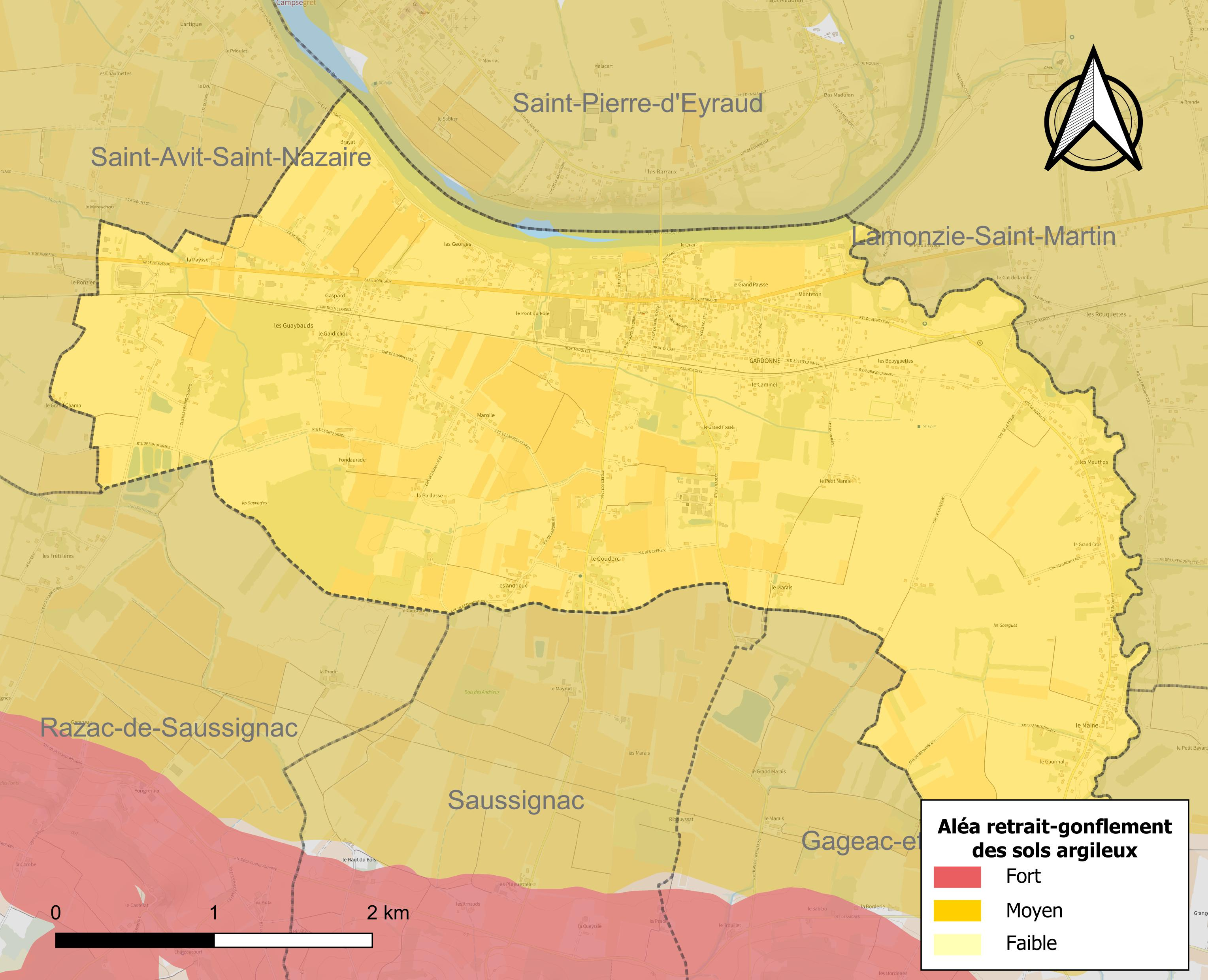
Carte des zones d'aléa retrait-gonflement des sols argileux de Gardonne.

Les mouvements de terrains susceptibles de se produire sur la commune sont des tassements différentiels. Le retrait-gonflement des sols argileux est susceptible d'engendrer des dommages importants aux bâtiments en cas d’alternance de périodes de sécheresse et de pluie. 99,1 % de la superficie communale est en aléa moyen ou fort (58,6 % au niveau départemental et 48,5 % au niveau national métropolitain). Depuis le 1er octobre 2020, en application de la loi ÉLAN, différentes contraintes s'imposent aux vendeurs, maîtres d'ouvrages ou constructeurs de biens situés dans une zone classée en aléa moyen ou fort,.
La commune a été reconnue en état de catastrophe naturelle au titre des dommages causés par la sécheresse en 1992 et 2005 et par des mouvements de terrain en 1999.

#### Risques technologiques
La commune est exposée au risque industriel du fait de la présence sur son territoire d'une entreprise soumise à la directive européenne SEVESO, classée seuil bas : Berkem SAS, dont l’activité d'extraction végétale et formulation est soumise à autorisation du fait de l’utilisation de produits toxiques et inflammables, susceptibles de produire des incendies ou explosions ou dégagements de vapeurs toxiques,
La commune est en outre située en aval du barrage de Bort-les-Orgues, un ouvrage de classe A situé dans le département de la Corrèze et faisant l'objet d'un PPI depuis 2009. À ce titre elle est susceptible d’être touchée par l’onde de submersion consécutive à la rupture de cet ouvrage.

## Toponymie
En occitan, la commune porte le nom de Gardona.

## Politique et administration

### Intercommunalité
Fin 2001, Gardonne intègre dès sa création la communauté de communes de Bergerac Pourpre. Celle-ci est dissoute au 31 décembre 2012 et remplacée au 1er janvier 2013 par la communauté d'agglomération bergeracoise. Celle-ci fusionne avec la communauté de communes des Coteaux de Sigoulès au 1er janvier 2017 pour former la nouvelle communauté d'agglomération bergeracoise.

### Administration municipale
La population de la commune étant comprise entre 1 500 et 2 499 habitants au recensement de 2017, dix-neuf conseillers municipaux ont été élus en 2020,.

### Liste des maires
| Période                                  | Période   | Identité       | Étiquette | Qualité                                              |
| ---------------------------------------- | --------- | -------------- | --------- | ---------------------------------------------------- |
| Les données manquantes sont à compléter. |           |                |           |                                                      |
|                                          |           |                |           |                                                      |
| 1988                                     | mars 2008 | Guy Favard     | UMP       | Chef d'entreprise retraité                           |
| mars 2008 (réélu en mai 2020)            | En cours  | Pascal Delteil | SE        | Maître de chai, conseiller départemental depuis 2021 |

### Jumelages

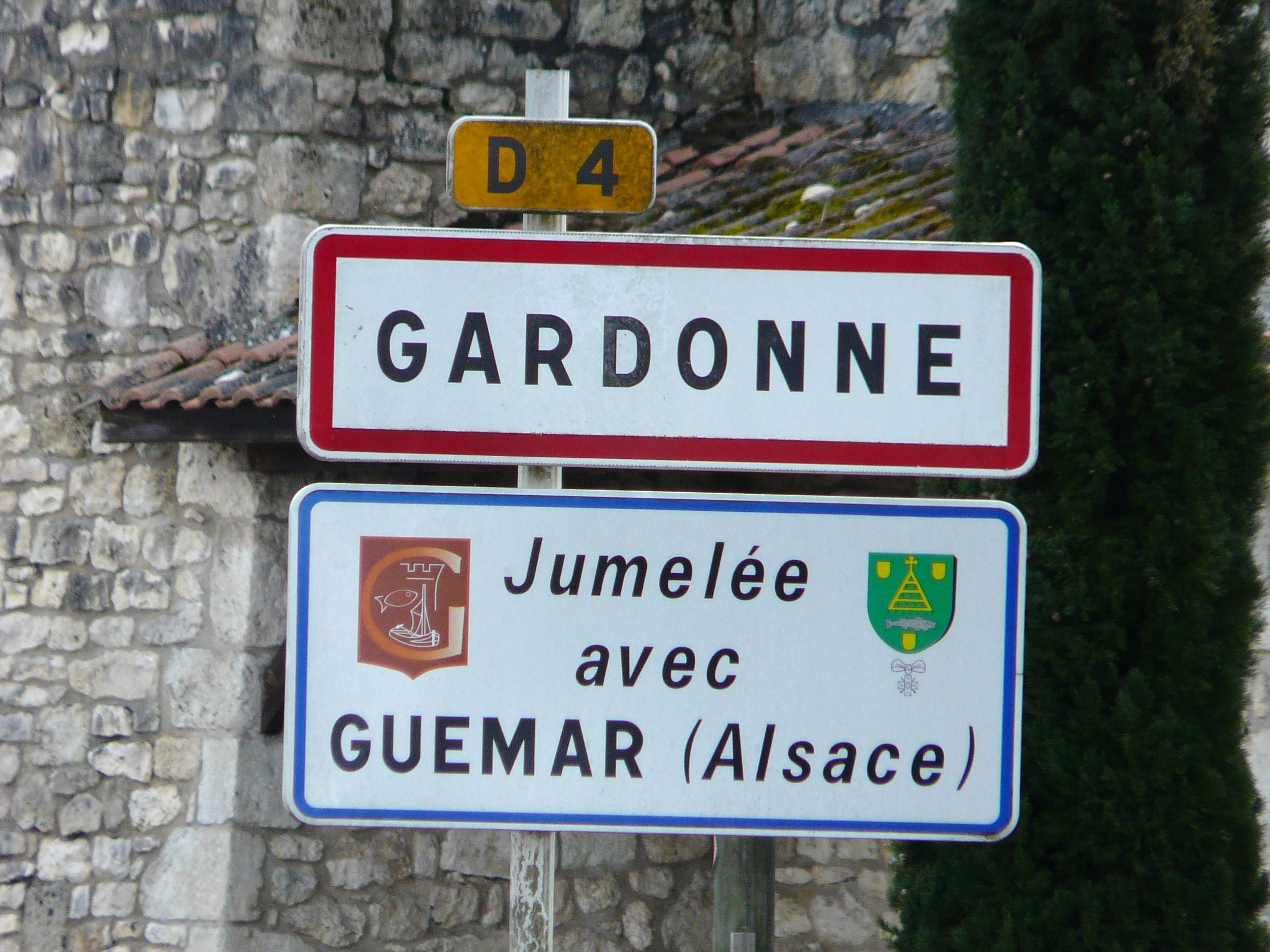
Panneau de jumelage de Gardonne.

Guémar (France)

## Équipements et services publics

### Santé
Fin 2024, le pôle santé de Gardonne se compose d'un médecin généraliste, de deux cabinets infirmiers, de deux kinésithérapeutes, de deux orthophonistes, d'un ostéopathe, d'un podologue, d'un psychologue et d'une réflexologue.

### Justice
Dans le domaine judiciaire, Gardonne relève : 
- du tribunal judiciaire, du tribunal pour enfants, du conseil de prud'hommes et du tribunal de commerce de Bergerac ;
- du pôle Nationalité du tribunal judiciaire de Périgueux (compétent uniquement dans le domaine de la nationalité) ;
- de la cour d'appel, du tribunal administratif et de la  cour administrative d'appel de Bordeaux.

## Population et société

### Démographie
L'évolution du nombre d'habitants est connue à travers les recensements de la population effectués dans la commune depuis 1793. Pour les communes de moins de 10 000 habitants, une enquête de recensement portant sur toute la population est réalisée tous les cinq ans, les populations de référence des années intermédiaires étant quant à elles estimées par interpolation ou extrapolation. Pour la commune, le premier recensement exhaustif entrant dans le cadre du nouveau dispositif a été réalisé en 2005.

En 2022, la commune comptait 1 607 habitants, en évolution de +1,9 % par rapport à 2016 (Dordogne : +0,37 %, France hors Mayotte : +2,11 %).
| 1793 | 1800 | 1806 | 1821 | 1831 | 1836 | 1841 | 1846 | 1851 |
| ---- | ---- | ---- | ---- | ---- | ---- | ---- | ---- | ---- |
| 625  | 701  | 681  | 706  | 708  | 721  | 679  | 619  | 655  |

| 1856 | 1861 | 1866 | 1872 | 1876 | 1881 | 1886 | 1891 | 1896 |
| ---- | ---- | ---- | ---- | ---- | ---- | ---- | ---- | ---- |
| 659  | 709  | 681  | 699  | 672  | 699  | 708  | 680  | 706  |

| 1901 | 1906 | 1911 | 1921 | 1926 | 1931 | 1936 | 1946 | 1954 |
| ---- | ---- | ---- | ---- | ---- | ---- | ---- | ---- | ---- |
| 712  | 715  | 721  | 683  | 750  | 823  | 854  | 815  | 813  |

| 1962 | 1968 | 1975  | 1982  | 1990  | 1999  | 2005  | 2006  | 2010  |
| ---- | ---- | ----- | ----- | ----- | ----- | ----- | ----- | ----- |
| 773  | 988  | 1 115 | 1 130 | 1 383 | 1 404 | 1 358 | 1 354 | 1 469 |

| 2015  | 2020  | 2022  | - | - | - | - | - | - |
| ----- | ----- | ----- | - | - | - | - | - | - |
| 1 560 | 1 588 | 1 607 | - | - | - | - | - | - |

### Sports
Après avoir connu une montée de niveau lors de chacune des trois saisons précédentes, le club de basket-ball « Entente sportive gardonnaise » (« ES Gardonne basket »), termine premier de sa poule en ligue nationale 3 lors de la saison 2014-2015 et accède ainsi en nationale 2. Au terme de la saison 2021-2022, le club est relégué en Nationale 3.

## Économie

### Emploi
En 2015, parmi la population communale comprise entre 15 et 64 ans, les actifs représentent 672 personnes, soit 43,1 % de la population municipale. Le nombre de chômeurs (102) a augmenté par rapport à 2010 (84) et le taux de chômage de cette population active s'établit à 15,2 %.

### Établissements
Au 31 décembre 2015, la commune compte 144 établissements, dont 79 au niveau des commerces, transports ou services, vingt-deux dans la construction, dix-neuf relatifs au secteur administratif, à l'enseignement, à la santé ou à l'action sociale, dix-sept dans l'agriculture, la sylviculture ou la pêche, et sept dans l'industrie.

### Entreprises
Tous secteurs confondus, parmi les entreprises dont le siège social est en Dordogne, la société  « SCICA Castang » (commerce de gros interentreprises de fruits et légumes) située à Gardonne se classe 47e quant au chiffre d'affaires hors taxes en 2015-2016, avec 23 881 k€.
Parmi les cinquante premières entreprises de chaque secteur économique dans le département, classées selon le chiffre d'affaires hors taxes en 2015-2016, on trouve trois entreprises implantées à Gardonne :
- dans le BTP, les Constructions métalliques Vigier (construction de bâtiments), 4e avec 11 461 k€[78] ;
- dans l'industrie, Berkem (fabrication de produits chimiques), 20e avec 12 122 k€[79],
- dans le commerce, SCICA Castang se classe 24e[80].

Tous secteurs confondus, deux de ces entreprises figurent parmi les cinquante premières de la Dordogne, quant au chiffre d'affaires à l'exportation :
- SCICA Castang, 10e avec 11 535 k€ ;
- Berkem, 16e avec 5 819 k€.

## Culture locale et patrimoine

### Lieux et monuments
- Temple protestant de l'église réformée de France
- Église catholique Saint-Jean-Baptiste, néoromane du XIXe siècle
- Maisons à colombages

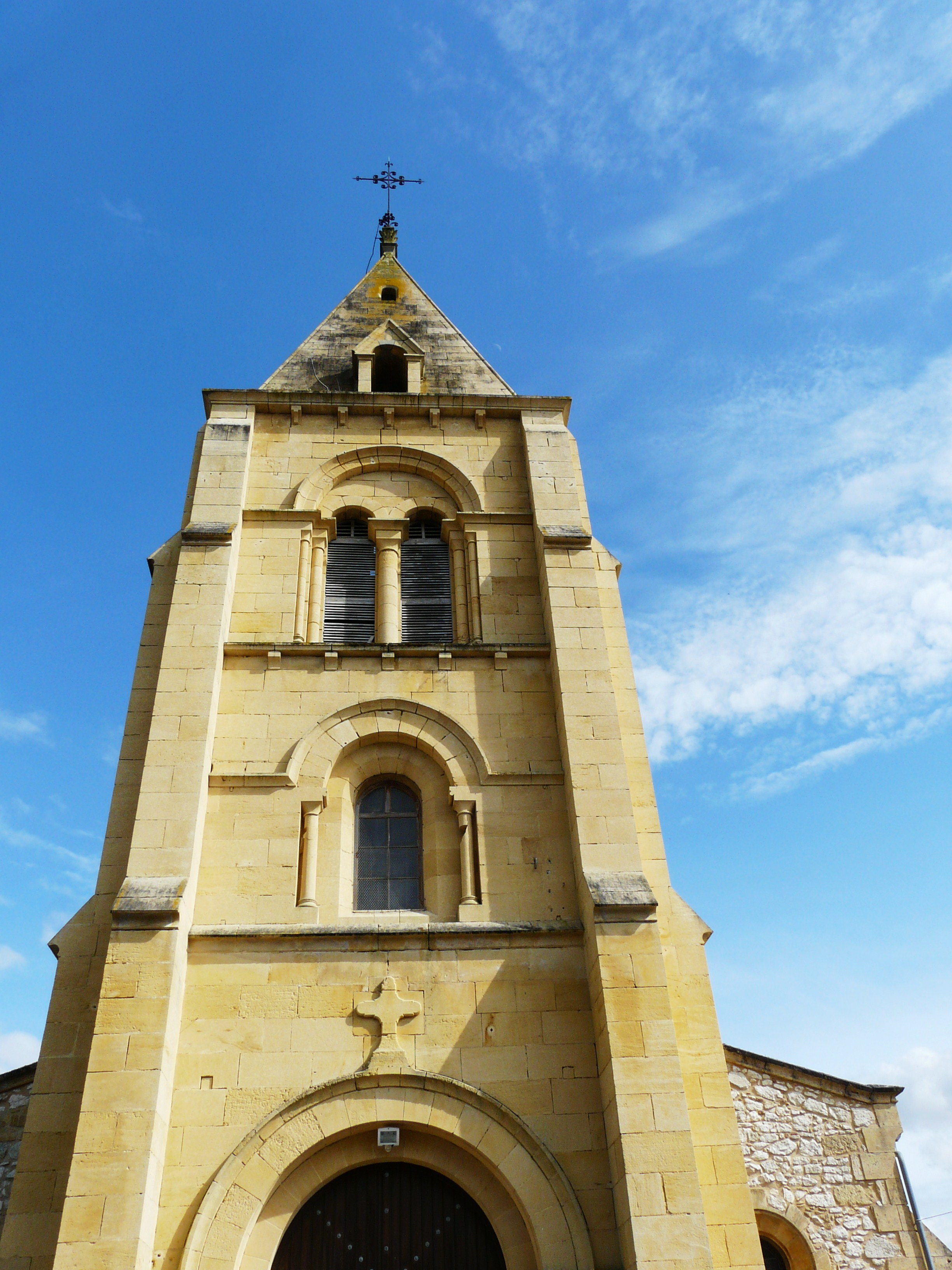
Le clocher de l'église Saint-Jean-Baptiste
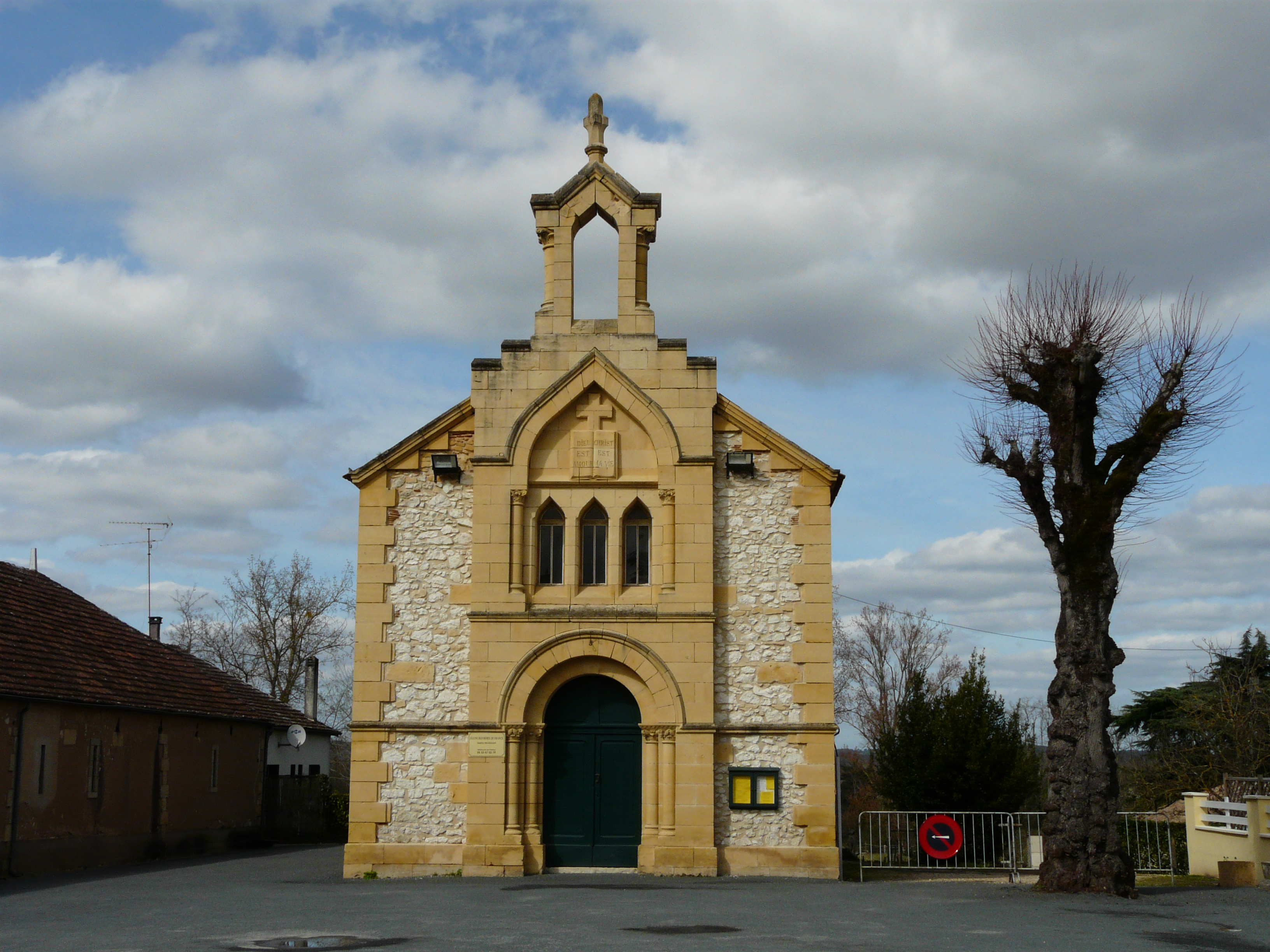
Le temple protestant
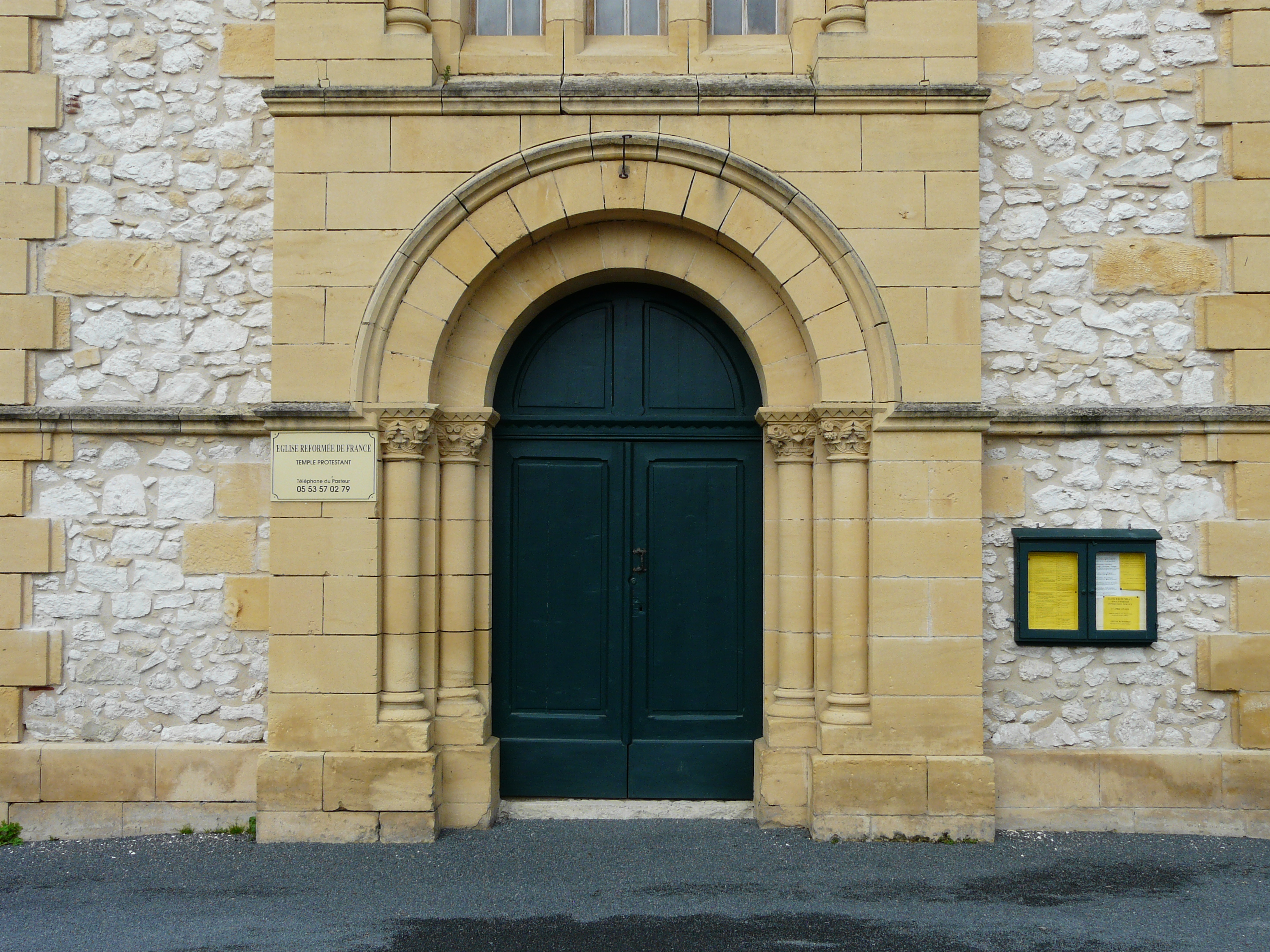
Gardonne temple portail.
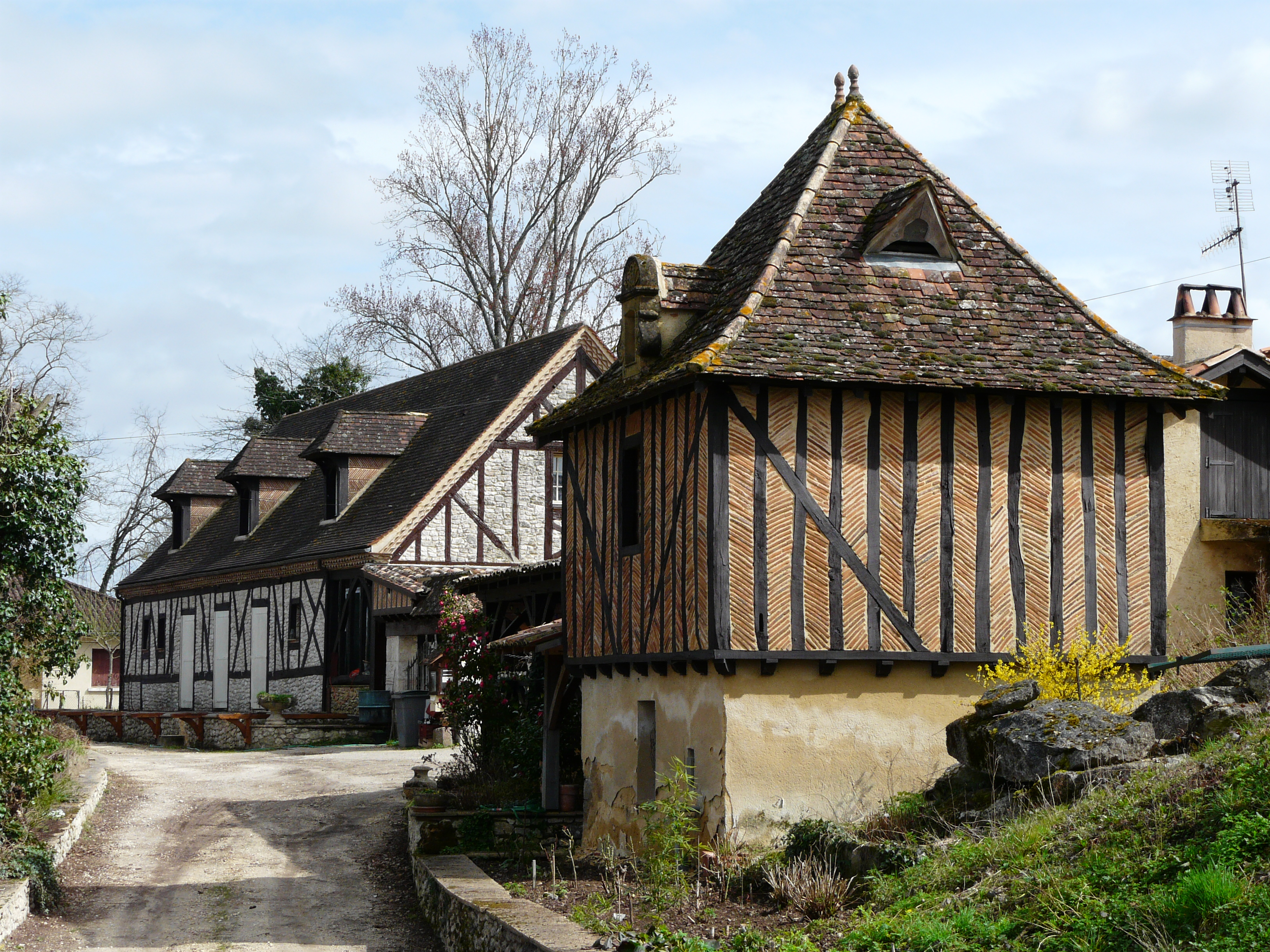
Maisons à colombages

### Héraldique
| Blason de Gardonne | Blason  | Parti : au 1er d'azur à la tour d'or, maçonnée de sable et ouverte de gueules, au 2e de sinople à la barque d'argent en chef et au gardon du même posé en pal en pointe. |
| Blason de Gardonne | Détails | Le statut officiel du blason reste à déterminer. |

## Pour approfondir